# Суляевский
Суляевский — хутор в Кумылженском районе Волгоградской области России. Административный центр Суляевского сельского поселения. Население 682 чел. (2010).

## История
В соответствии с Законом Волгоградской области от 14 февраля 2005 года № 1006-ОД «Об установлении границ и наделении статусом Кумылженского района и муниципальных образований в его составе» хутор стал центром образованного Суляевского сельского поселения.

## География
Расположен в западной части региона, в лесостепи, в пределах Хопёрско-Бузулукской равнины, являющейся южным окончанием Окско-Донской низменности, на р. Кумылга. С центром Суляевского поселения фактически слились хутора Аверинский, Жуковский, Тюринский.
Абсолютная высота 75 метров над уровнем моря.
Уличная сеть
состоит из 18 географических объектов:
- Переулки: Дорожный пер.,  Кумылженский пер.,  Новый пер.,  Песчаный пер.,  Речной пер.,  Сосновый пер.,  Школьный пер.
- Улицы:  ул. 50 лет Победы,  ул. 70 лет Октября,  ул. Кленовый,  ул. Колхозная,  ул. Майская,  ул. Маршала Жукова,  ул. Мира,  ул. Набережная,  ул. Песчаная,  ул. Садовая,  ул. Советская.

## Население
| 2010 |
| ---- |
| 682  |

Гендерный состав
По данным Всероссийской переписи населения 2010 года в гендерной структуре населения из 682 человек мужчин — 324, женщин — 358 (47,5 и 52,5 % соответственно).
Национальный состав
Согласно результатам переписи 2002 года, в национальной структуре населения
русские составляли 92 % из общей численности населения в 709 чел..

## Инфраструктура
Развитое сельское хозяйство. Личное подсобное хозяйство.

## Транспорт
Срединный пункт автодороги межмуниципального значения «Кумылженская — Суляевский — Покручинский» (идентификационный номер 18 ОП МЗ 18Н-65).
Остановка «Суляевский», автобусы маршрута 654.